# Andrei Pavel

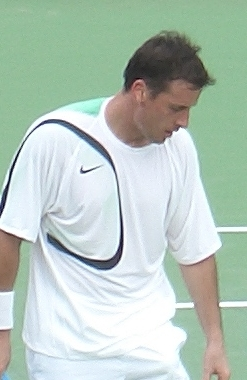
Andrei Pavel (Abierto de Australia, 2006).

Andrei Pavel es un exjugador profesional de tenis nacido el 27 de enero de 1974 en Rumanía.
En su carrera profesional, ha ganado cuatro torneos ATP, incluyendo el Masters Series de Toronto de 2001, y tres challengers.

## Títulos (9; 3+6)

### Individuales (3)
| Leyenda                |
| Grand Slam (0)         |
| Tennis Masters Cup (0) |
| ATP Masters Series (1) |
| ATP Tour (2)           |

| N.º | Fecha               | Torneo       | Superficie    | Oponente en la final | Resultado      |
| --- | ------------------- | ------------ | ------------- | -------------------- | -------------- |
| 1.  | 13 de abril de 1998 | Tokio        | Dura          | Byron Black          | 6-3 6-4        |
| 2.  | 22 de mayo de 2000  | Sankt Pölten | Tierra batida | Andrew Ilie          | 7-5 3-6 6-2    |
| 3.  | 30 de julio de 2001 | Montreal TMS | Dura          | Patrick Rafter       | 7-6(3) 2-6 6-3 |

### Finalista en individuales (6)
- 1999: Múnich (pierde ante Franco Squillari)
- 1999: 's-Hertogenbosch (pierde ante Patrick Rafter)
- 2003: París TMS (pierde ante Tim Henman)
- 2005: Múnich (pierde ante David Nalbandian)
- 2006: Pörtschach (pierde ante Nikolay Davydenko)
- 2007: Umag (pierde ante Carlos Moyá)

### Clasificación en torneos del Grand Slam
| Torneo               | 2009 | 2008 | 2007 | 2006 | 2005 | 2004 | 2003 | 2002 | 2001 | 2000 | 1999 | 1998 | 1997 | 1996 | Acumulado |
| -------------------- | ---- | ---- | ---- | ---- | ---- | ---- | ---- | ---- | ---- | ---- | ---- | ---- | ---- | ---- | --------- |
| Abierto de Australia | 1R   | 1R   | -    | 2R   | 2R   | 4R   | 1R   | 3R   | 2R   | -    | 4R   | -    | 1R   | -    | 0         |
| Roland Garros        | 1R   | -    | -    | 1R   | 1R   | 2R   | -    | CF   | 1R   | 1R   | 1R   | -    | 2R   | -    | 0         |
| Wimbledon            | 1R   | -    | 2R   | 2R   | 2R   | 2R   | -    | 3R   | 1R   | 3R   | 1R   | 1R   | 2R   | -    | 0         |
| Abierto de EE. UU.   | 1R   | -    | 2R   | 1R   | 1R   | 4R   | -    | 1R   | 2R   | 4R   | 1R   | 1R   | 1R   | 1R   | 0         |
| Tennis Masters Cup   |      | -    | -    | -    | -    | -    | -    | -    | -    | -    | -    | -    | -    | -    | 0         |

### Dobles (6)
| Leyenda                |
| Grand Slam (0)         |
| Tennis Masters Cup (0) |
| ATP Masters Series (0) |
| ATP Tour (6)           |

| N.º | Fecha                    | Torneo    | Superficie    | Compañero de equipo | Oponente en la final                   | Resultado      |
| --- | ------------------------ | --------- | ------------- | ------------------- | -------------------------------------- | -------------- |
| 1.  | 14 de septiembre de 1998 | Bucarest  | Tierra batida | Gabriel Trifu       | George Cosac Dinu Pescariu             | 7-6 7-6        |
| 2.  | 25 de julio de 2005      | Kitzbühel | Tierra batida | Leoš Friedl         | Christophe Rochus Olivier Rochus       | 6-2 6-7(5) 6-0 |
| 3.  | 9 de enero de 2006       | Auckland  | Dura          | Rogier Wassen       | Simon Aspelin Todd Perry               | 6-3 5-7 10-4   |
| 4.  | 1 de mayo de 2006        | Múnich    | Tierra batida | Alexander Waske     | Alexander Peya Björn Phau              | 6-4 6-2        |
| 5.  | 10 de julio de 2006      | Gstaad    | Tierra batida | Jiri Novak          | Marco Chiudinelli Jean Claude Scherrer | 6-3 6-1        |
| 6.  | 29 de abril de 2007      | Barcelona | Tierra batida | Alexander Waske     | Rafael Nadal Bartolomé Salvá-Vidal     | 6-3 7-6(1)     |

### Finalista en dobles (5)
- 1999: San Petersburgo (junto a Menno Oosting pierden ante Jeff Tarango y Daniel Vacek)
- 2005: Doha (junto a Mijaíl Yuzhny pierden ante Albert Costa y Rafael Nadal)
- 2005: Bucarest (junto a Victor Hanescu pierden ante José Acasuso y Sebastián Prieto)
- 2007: Rótterdam (junto a Alexander Waske pierden ante Martin Damm y Leander Paes)
- 2009: Kitzbuhel (junto a Horia Tecau pierden ante Marcelo Melo y André Sá)

### Challengers (4)
| N.º | Fecha                   | Torneo         | Superficie    | Oponente en la final | Resultado |
| --- | ----------------------- | -------------- | ------------- | -------------------- | --------- |
| 1.  | 1 de julio de 1996      | Montauban      | Tierra batida | Stephane Huet        | 6–3 6–4   |
| 2.  | 28 de junio de 1999     | Venecia        | Tierra batida | Slava Dosedel        | 6–2 6–0   |
| 3.  | 15 de noviembre de 2004 | Dnepropetrovsk | Dura (I)      | Karol Kučera         | walkover  |
| 4.  | 29 de noviembre de 2004 | Mauricio       | Dura          | Hyung-Taik Lee       | 6–3 6–1   |